# سك العملة العلوية
سك العملة العلوية يشمل جميع العملات التي أصدرتها السلالة العلوية خلال الفترة الممتدة من عام 1666 إلى إصلاح عام 1881 وإنشاء الريال الحسني.

## التاريخ النقدي

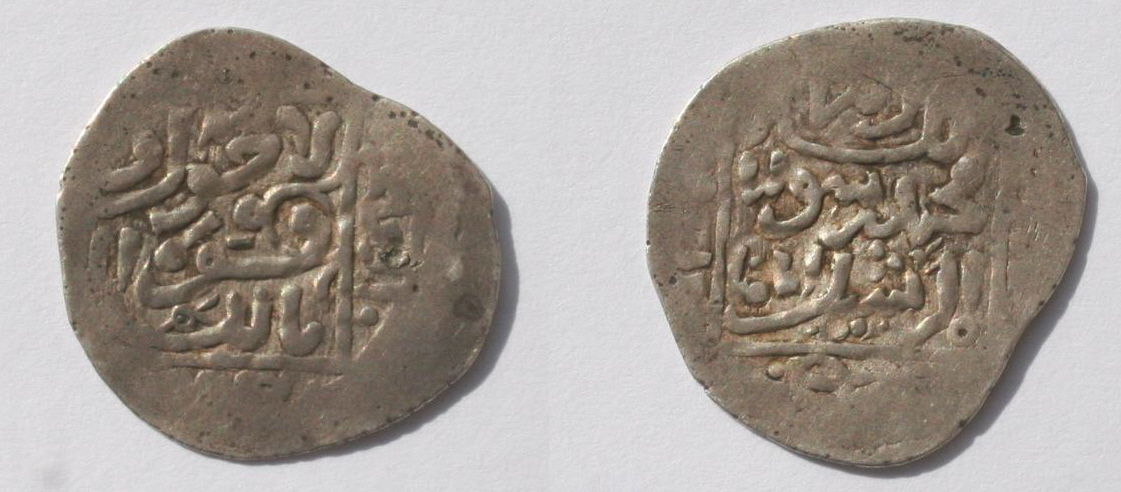
مزونة فضية، الوجه والعكس، ضربت في عهد رشيد بن شريف (1670-1671).

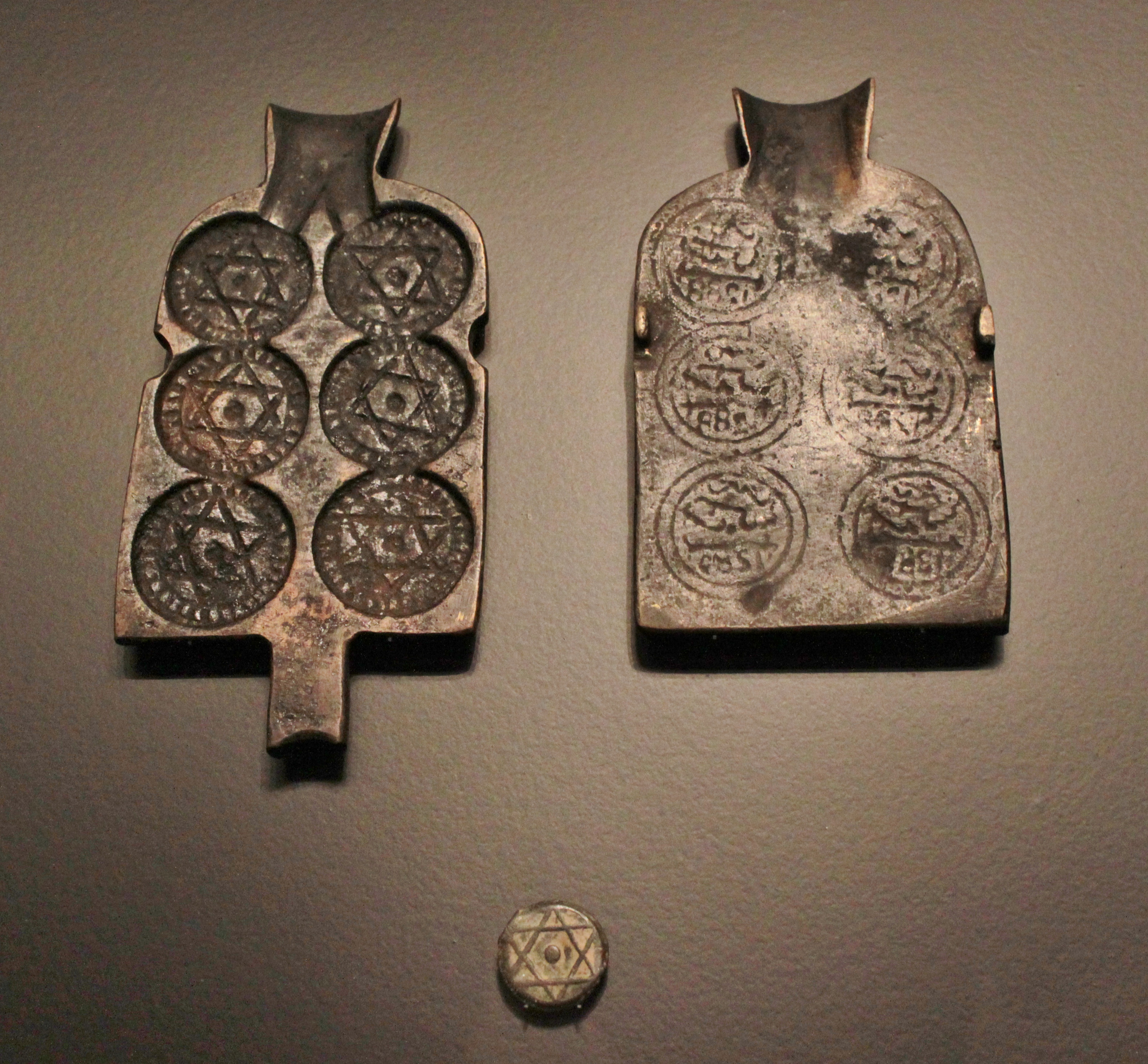
قالب الفلوس (حوالي 1871).

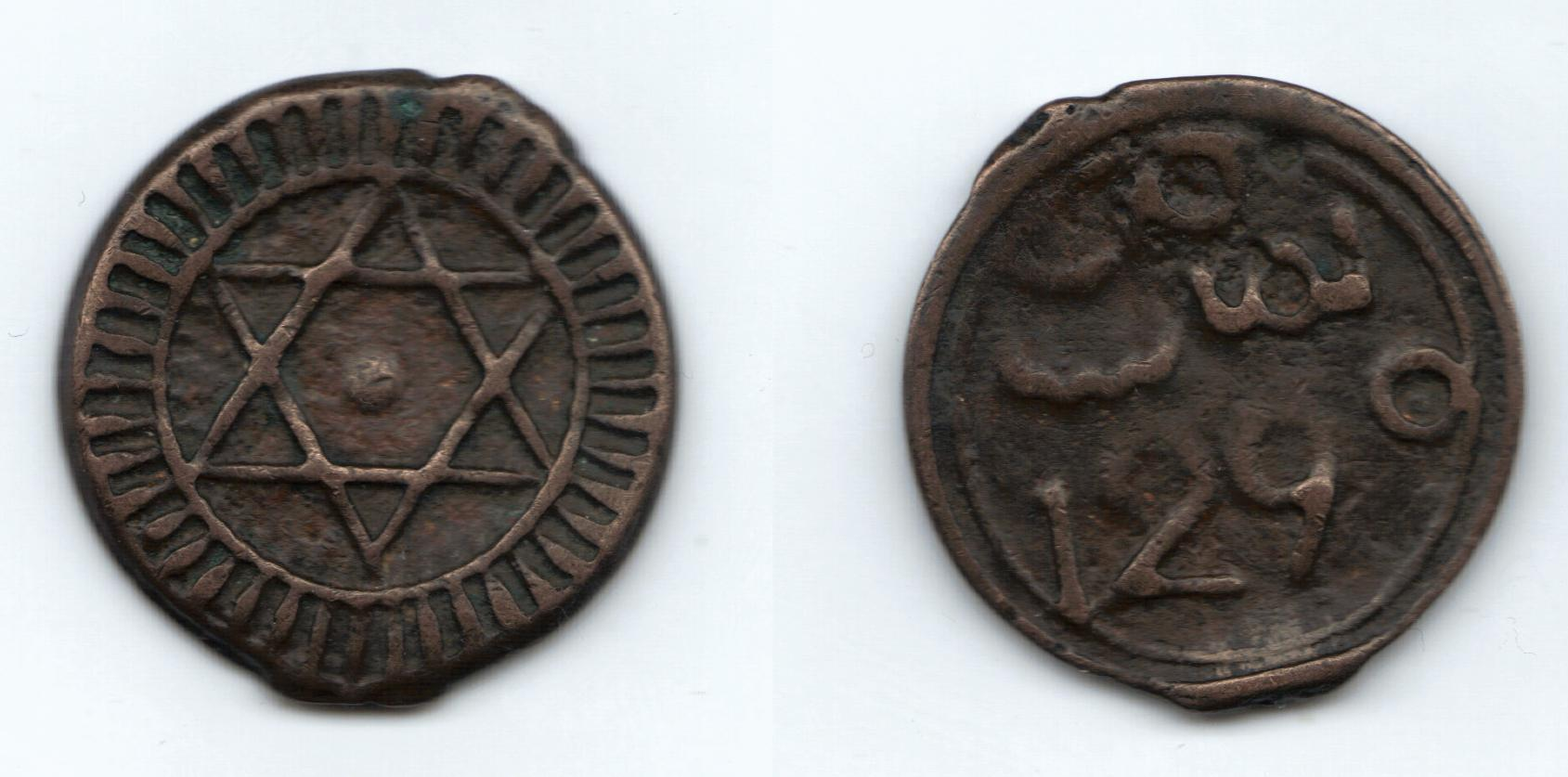
عملة معدنية من 4 فلوس نحاسية (1290 هـ : 1873) من إنتاج صب في فاس في عهد محمد الرابع.

أطلقت الإمبراطورية الشريفة — التي تشمل المغرب الحالي — اعتبارًا من يونيو 1666 سياسة نقدية كبيرة، تضمنت عملات معدنية من الذهب والفضة والبرونز.
تمثلت العملة الأقوى في الدينار الذهبي؛ حيث صُك أحد آخر دنانير السلالة السعدية من قِبَل محمد الحاج الدلائي، ووزنه 4 جرامات من معدن نقي جدًا (92%)، مقسمًا إلى دراهم فضية تزن أقل بقليل من جرام واحد للوحدة. صُنعت الدنانير والدراهم باستخدام المطرقة. كان معدل التحويل بينهما يتغير حسب توافر المعدن، لكنه كان يبلغ في المتوسط 1 مقابل 13. تبنت السلالة العلوية هذا النظام تحت قيادة الرشيد بن الشريف، الذي أدخل عملات فرعية جديدة. ومع ذلك، كانت دنانير الذهب العلوية الأولى تزن أقل من 4 جرامات، واستمرت هذه الانخفاضات طوال القرن الثامن عشر؛ حيث قام محمد الثالث بسك دنانير بين عامي 1774 و1779 (1188-1193 هـ) التي بلغ وزنها 3.15 جرام فقط للوحدة. كما ظهرت تقسيمات للدينار الذهبي: عملات من ربع ونصف دينار. وفي الفترة ما بين 1792-1794، انخفض وزن الدينار الذهبي إلى 2.73 جرام.
المزونة (أو الموزونة) كانت في الأصل عملة فضية تزن 1.2 جرام. أما الفلوس فكانت عملة نحاسية تزن أقل بقليل من 4 جرامات. في عام 1671، أمر رشيد بن الشريف بسك الفلوس من النحاس بشكل دائري بدلاً من عملة ذات شكل مربع كانت تُسمى العشقوبية، وقرر أن 24 قطعة من الفلوس ستعادل مزونة واحدة، بدلاً من 48.
على مدى القرن الثامن عشر، انخفض وزن الموزونة أيضًا إلى ما يقارب من 50%.
ظهرت أولى تأريخات التقويم الهجري بالأرقام غير العربية على العملات المعدنية خلال الثلث الثالث من القرن الثامن عشر. أعاد محمد الثالث إطلاق عملية سك الدرهم الفضي، الذي أُعيد تقييمه ليزن 2.93 جرام من المعدن، كما صنع وحدات فرعية (ربع ونصف درهم). بالإضافة إلى ذلك، قام بإنتاج قطعة كبيرة جدًا من الفضة تُعرف بالمثقال، تزن 29.31 جرامًا، وهي تعادل قطعة الثمانية ريالات الإسبانية. الضربات الأولى في الرباط كانت على شكل مربع تقريبًا، وكانت البصمة دائرية (1773-1775).
حوالي 1790-1800، لم تعد الفلوس تُصك باستخدام المطرقة بل أصبحت تُصنع عن طريق الصب، مما يعطيها مظهرًا خشنًا إلى حد ما، كما أن الوزن شهد أيضًا انخفاضًا بنسبة 20%، ليصل متوسط الوزن إلى 3.5 جرام. في تلك الفترة، ظهرت البندقي، وهي عملة ذهبية تزن 3.52 جرامًا، ولها قيمة أعلى من الدينار. وتمت صك أشهر هذه العملات تحت حكم عبد الرحمن بن هشام بدءًا من عام 1828.
أدت الإصلاحات التي قام بها الحسن الأول في 1881-1882 إلى إلغاء إصدار العملات الذهبية، وتعزيز جودة السك باستخدام تقنيات مثل البالاتي، وتبسيط المحاسبة من خلال تبني نظام شبه عشري، مما سمح للمغرب بالانضمام إلى الاتحاد النقدي اللاتيني. أسس الريال الفضي، الذي يعادل 10 دراهم أو 200 فلوس؛ وكان 1درهم يعادل 50 مزونة. في البداية، كان الريال يقترب من وزن المثقال الفضي، ثم تم تخفيضه إلى 25 جرامًا. وبعد عام 1902، اختفى الفلوس. وهكذا، كان التغيير يتمثل في وزن كل عملة: حيث أصبح وزن الدرهم 5 جرامات من الفضة والمزونة 1 جرام من النحاس. من حيث الصرف، كانت هناك معادلة تقريبية مع البيزيتا الإسبانية أو الفرنك الفرنسي، لكن ذلك لم يتحقق دائمًا في الواقع التجاري. وكانت هذه التمييزات النقدية محل استياء شديد من قبل المغاربة، الذين كانوا قد نقلوا إنتاجهم من العملات الفضية إلى الخارج للحصول على ضمان دولي.